# Kanton Compiègne-Nord
Der Kanton Compiègne-Nord war bis 2015 ein französischer Wahlkreis im Arrondissement Compiègne, im Département Oise und in der Region Picardie; sein Hauptort war Compiègne. Vertreter im Generalrat des Departements war zuletzt von 2002 bis 2015 Éric de Valroger (früher DVD, jetzt UMP).

## Gemeinden
Der Kanton bestand aus fünf Gemeinden und einem Teil der Stadt Compiègne (angegeben ist hier die Gesamteinwohnerzahl, im Kanton lebten etwa 16.300 Einwohner):
| Gemeinde             | Einwohner Jahr | Fläche km² | Bevölkerungsdichte | Code INSEE | Postleitzahl |
| -------------------- | -------------- | ---------- | ------------------ | ---------- | ------------ |
| Bienville            | 455 (2013)     | 3,51       | 130 Einw./km²      | 60070      | 60280        |
| Choisy-au-Bac        | 3366 (2013)    | 15,86      | 212 Einw./km²      | 60151      | 60750        |
| Clairoix             | 2112 (2013)    | 4,7        | 449 Einw./km²      | 60156      | 60280        |
| Compiègne            | 40.430 (2013)  | –          | – Einw./km²        | 60159      | 60200        |
| Janville             | 726 (2013)     | 0,9        | 807 Einw./km²      | 60323      | 60150        |
| Margny-lès-Compiègne | 7979 (2013)    | 6,66       | 1198 Einw./km²     | 60382      | 60280        |